# Clément-Chrysogone de Guer
Clément-Chrysogone de Guer Malestroit, marquis de Pontcallec, est né le 24 novembre 1679 à Rennes et mort exécuté à Nantes le 26 mars 1720. Il fut l'un des principaux chefs de la Conspiration de Pontcallec, et surnommé le Robin des Bois breton.

## Biographie

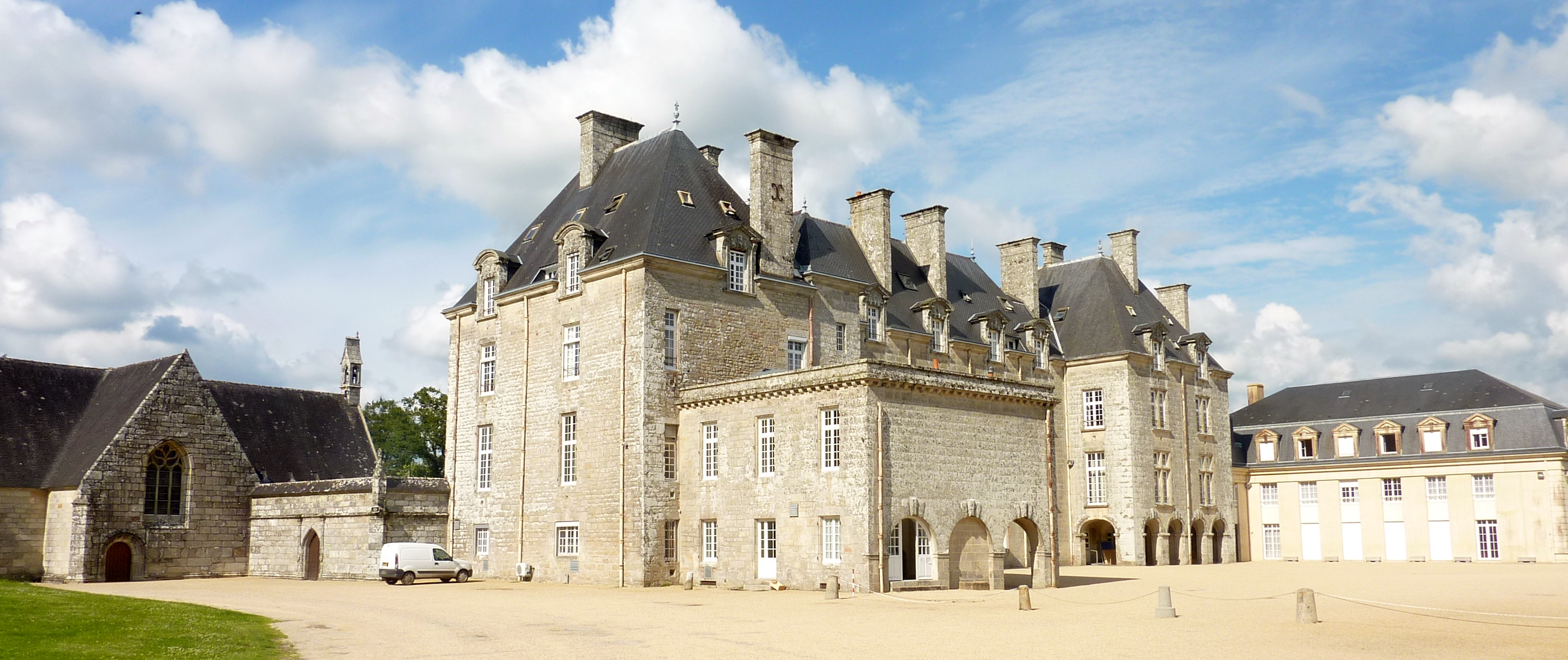
Le château du marquis

Clément-Chrysogone de Guer est le fils de Charles René de Guer, et de Bonnaventurette-Louise Le Voyer, dame de La Haye-Paisnel, de Trégomar et du Lou. 
Le marquis servit d'abord comme mousquetaire du Roi, avant d'être capitaine d'un régiment de dragons en Bretagne vers 1715. Il resta célibataire.
Le 13 avril 1719, lors d'une réunion de gentilshommes bretons qui se tint dans les Landes de Lanvaux, à l'initiative de Pierre Joseph de Lambilly, la Conspiration de Pontcallec prit forme : trois "commissaires" furent nommés dont Clément-Chrysogone de Guer pour la Cornouaille. En septembre 1719, le marquis de Pontcallec, aidé de Lambilly, Bonamour et Talhouet, transforme le château de Pontcallec en camp retranché ( « Le domaine de Pontcallec est un vrai camp retranché, le manoir une redoutable forteresse dont les remparts sont occupés par des gars alertes ») censé être apte à tenir un siège. En vain : lorsque le 28 septembre 1719, une compagnie du Royal-Marine se dirige vers le château, Pontcallec et les autres conjurés s'enfuient se cacher dans les bois. Les secours espagnols promis n'arrivent qu'au compte-goutte ; découragé, Lambilly s'enfuit en bateau vers l'Espagne et le marquis de Pontcallec se retrouve promu chef de la conjuration. Il ne parvint pas à organiser sérieusement la révolte. 

### Arrestation et mort

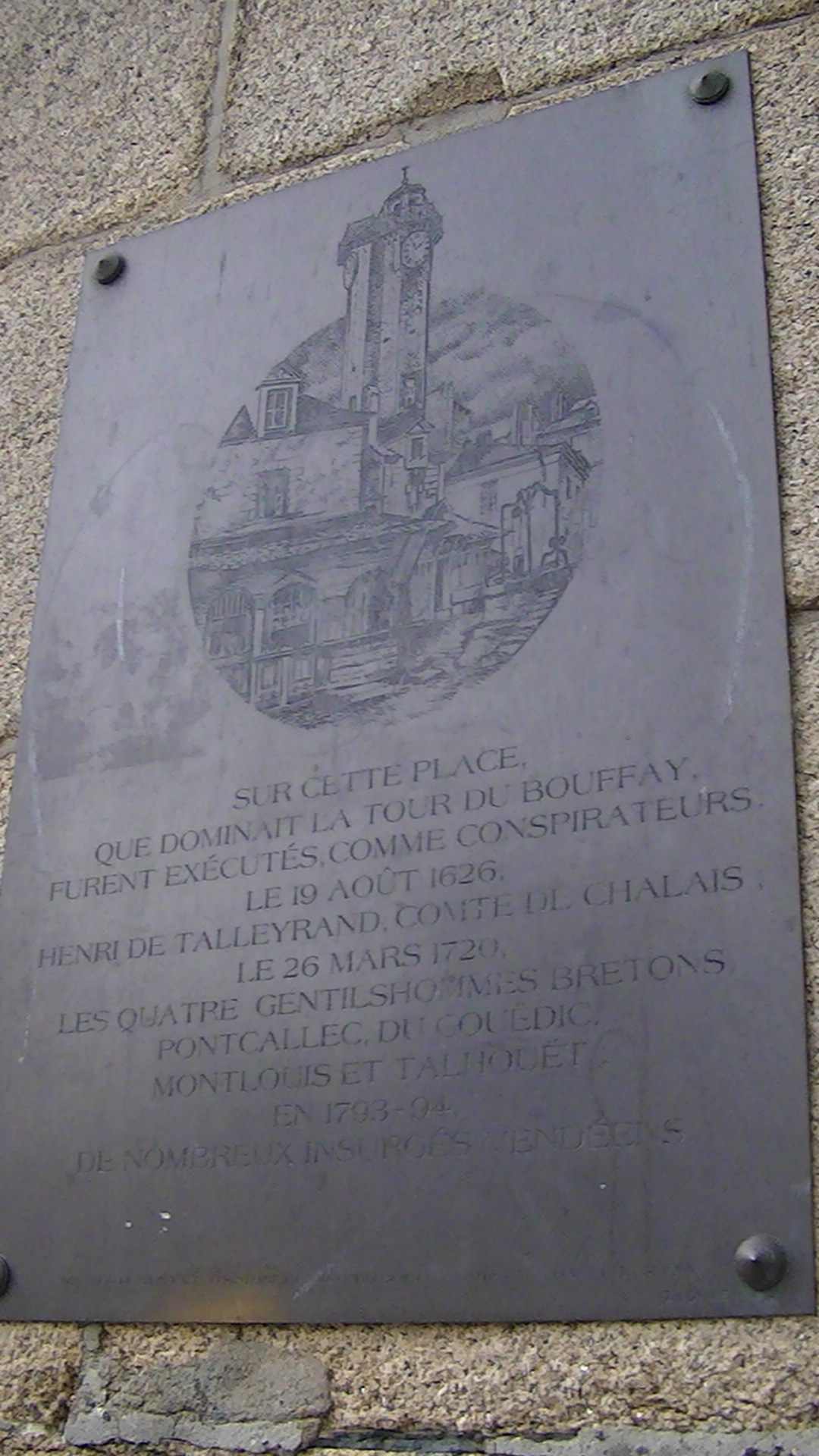
La plaque commémorative de l'exécution, Place du Bouffay à Nantes.

Trahi par l'un de ses amis, le sénéchal du Faouët, à la solde du Régent, Pontcallec est arrêté le 28 décembre 1719 au presbytère de Lignol où il s'était caché, après deux mois d'errance. Talhouët, rédacteur de l'acte d'union, se livre le 10 janvier 1720.
Il est enfermé d'abord au château de Guémené-sur-Scorff, puis emprisonné dans le château de Nantes.
Une « commission de juges » venus de Paris le juge, avec ses acolytes. Ce tribunal d'exception (sans que le Parlement de Bretagne ait été consulté) le condamna le 26 mars 1720 à avoir la tête tranchée, ainsi que trois autres gentilshommes bretons (Couédic, Montlouis et Talhouët) ; seize autres conjurés, en fuite, écopent de peines par contumace. Les quatre condamnés à mort sont exécutés à la hache sur la Place du Bouffay à Nantes le soir même.

### Descendants
Mort sans descendant, c'est son frère Henri qui hérita de son titre de marquis de Pontcallec. À sa mort survenue peu de temps après, c'est son autre frère, Claude, qui devient marquis à son tour. Louis Joseph Amand Corentin, fils de ce dernier, hérite du titre à la mort de son père. 
Louis Joseph Armand Corentin de Guer-Malestroit a été chef de brigade du corps de la gendarmerie du Dauphin, alors le fils de Louis XV. Puis il devient officier supérieur de cavalerie légère et de dragons, chevalier de l'ordre royal et militaire de Saint-Louis. 
En 1769, il devient gouverneur et commandant pour le roi des villes de Limoges, capitale du Limousin, ainsi que des villes de Quimperlé, Pont-Aven, Hennebont, Pont-Scorff, Malestroit et Guer.
En décembre 1793, le marquis de Pontcallec est arrêté à Paris et traduit devant le tribunal révolutionnaire « par le seul motif de sa noblesse ». Interrogé par le comité révolutionnaire, il évoque le souvenir de son oncle : « Mon oncle eut la tête tranchée à Nantes en 1720, pour la défense de la Liberté et la Cause des droits du peuple ». Nul ne saura jamais si c'est grâce à l'évocation de ce passé familial que le marquis obtient la clémence du tribunal, dont il sort libre. 
Louis de Guer-Malestroit meurt quatre années plus tard, sans descendant. Le titre de marquis de Pontcallec s'éteint avec lui. Son filleul, Armand de Bruc de Montplaisir, son légataire universel, ajoute le patronyme Malestroit, à la maison de Bruc, selon la volonté testamentaire de son parrain.

## Le château de Pontcallec
Le château de Pontcallec fut confisqué en 1720 après l'exécution du marquis. Une ordonnance royale du 3 avril 1721 restitue le château à la famille. Il est détruit par un incendie en 1796 et il fut reconstruit par la famille Cossé-Brissac en 1882. Il est désormais occupé par les Dominicaines du Saint-Esprit.

Le château actuel de Pontcallec
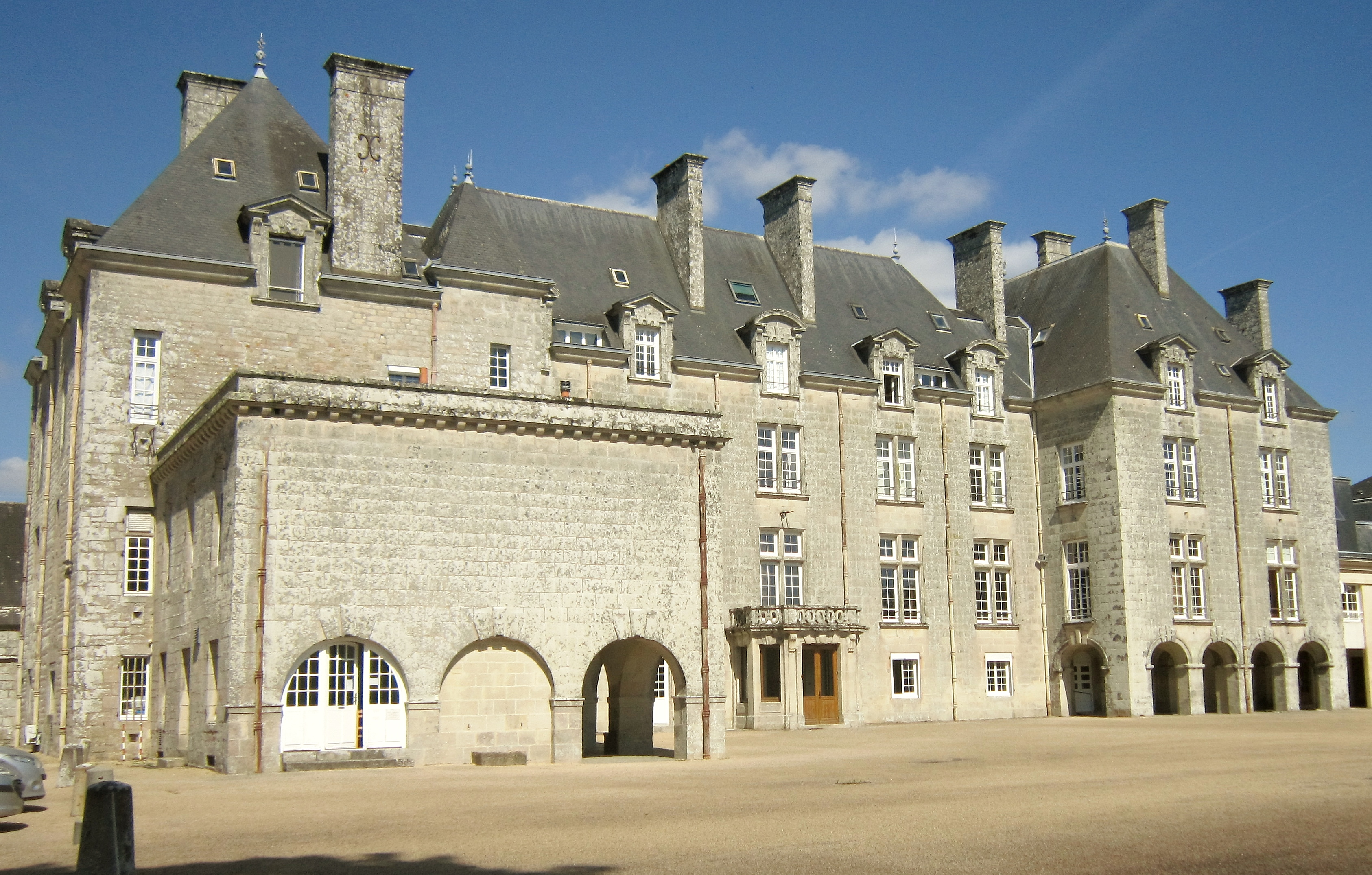
Façade sud.
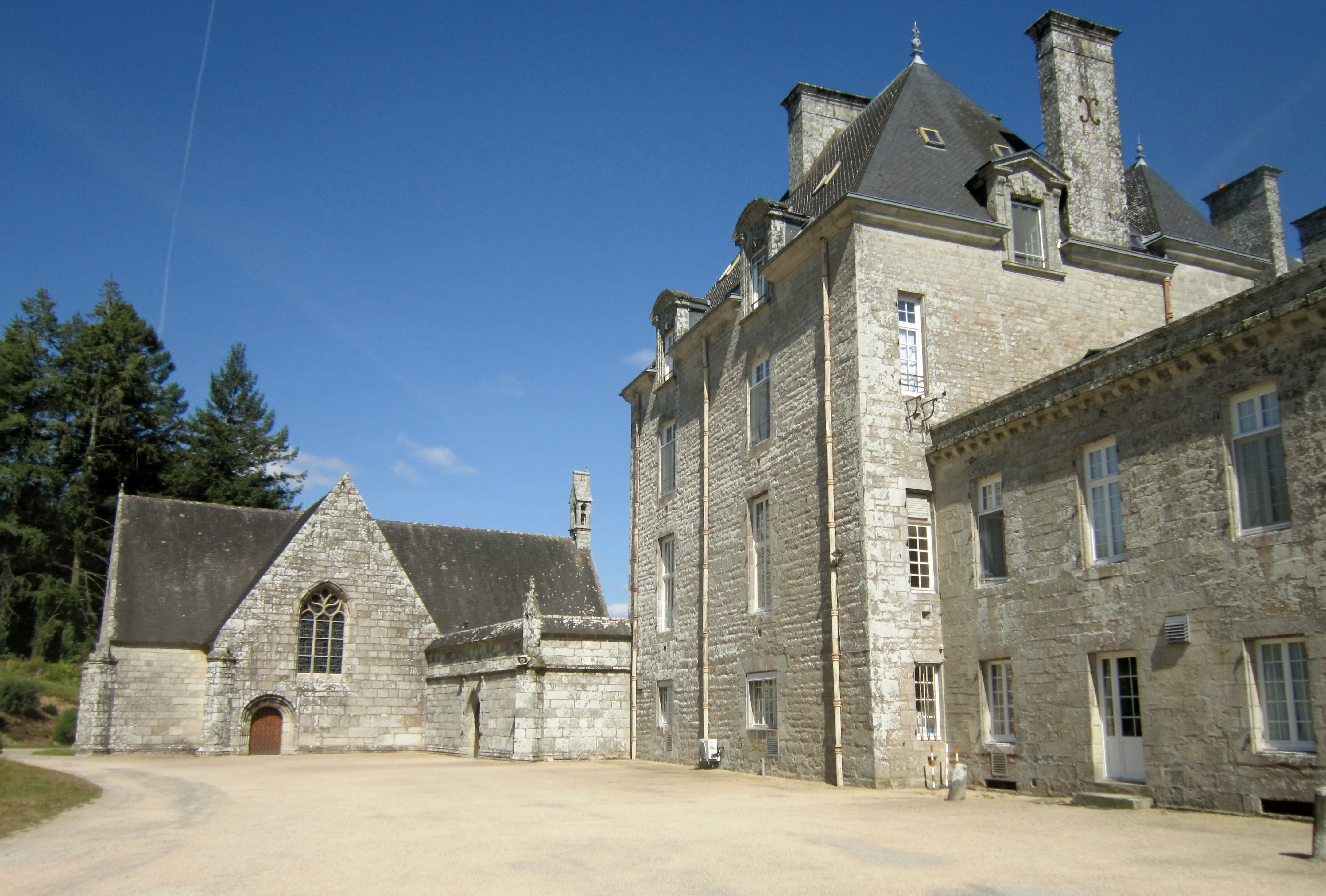
Aile ouest et chapelle.
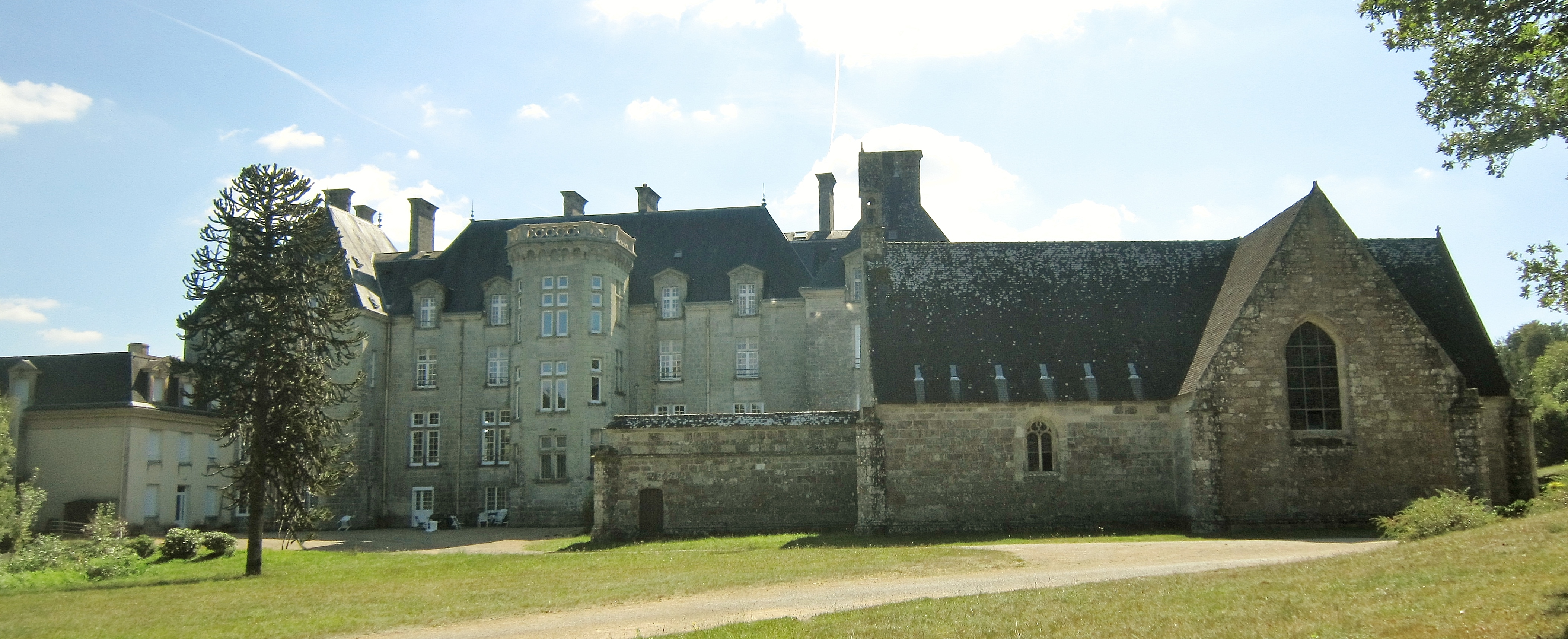
Façade nord et, à droite, la chapelle.

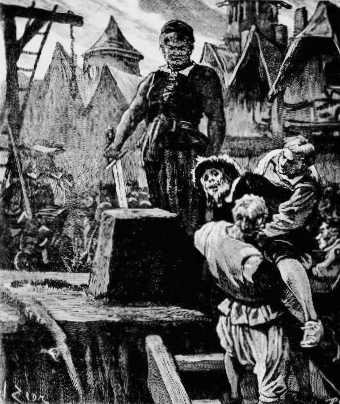
L'exécution du marquis de Pontcallec (livre de Raoul de Navery, 1878).

## Postérité culturelle

### Cinéma
Que la fête commence…, film historique français réalisé par Bertrand Tavernier, sorti en 1975, relate l'histoire du marquis, lors la conspiration. Le film compte parmi ses acteurs : Philippe Noiret, Jean Rochefort et Jean-Pierre Marielle (dans le rôle du marquis).

### Chanson
Hersart de La Villemarqué lui consacre une notice dans son Barzaz Breiz et rapporte une "gwerz", intitulée : Marv Pontkalleg (La mort de Pontcallec) « le jeune marquis de Pontcallec, si beau, si gai, si plein de cœur ». Cette chanson restée très populaire en Bretagne, a notamment été interprétée par Alan Stivell et le groupe Tri Yann, et Gilles Servat.

### Littérature
- Le marquis de Pontcallec de Raoul de Navery, 1878
- Le Marquis et le Régent : une conspiration bretonne à l'aube des Lumières, Paris, Tallandier, de Joël Cornette, 2008

## Le Pontcallec de la légende et le Pontcallec de l'histoire

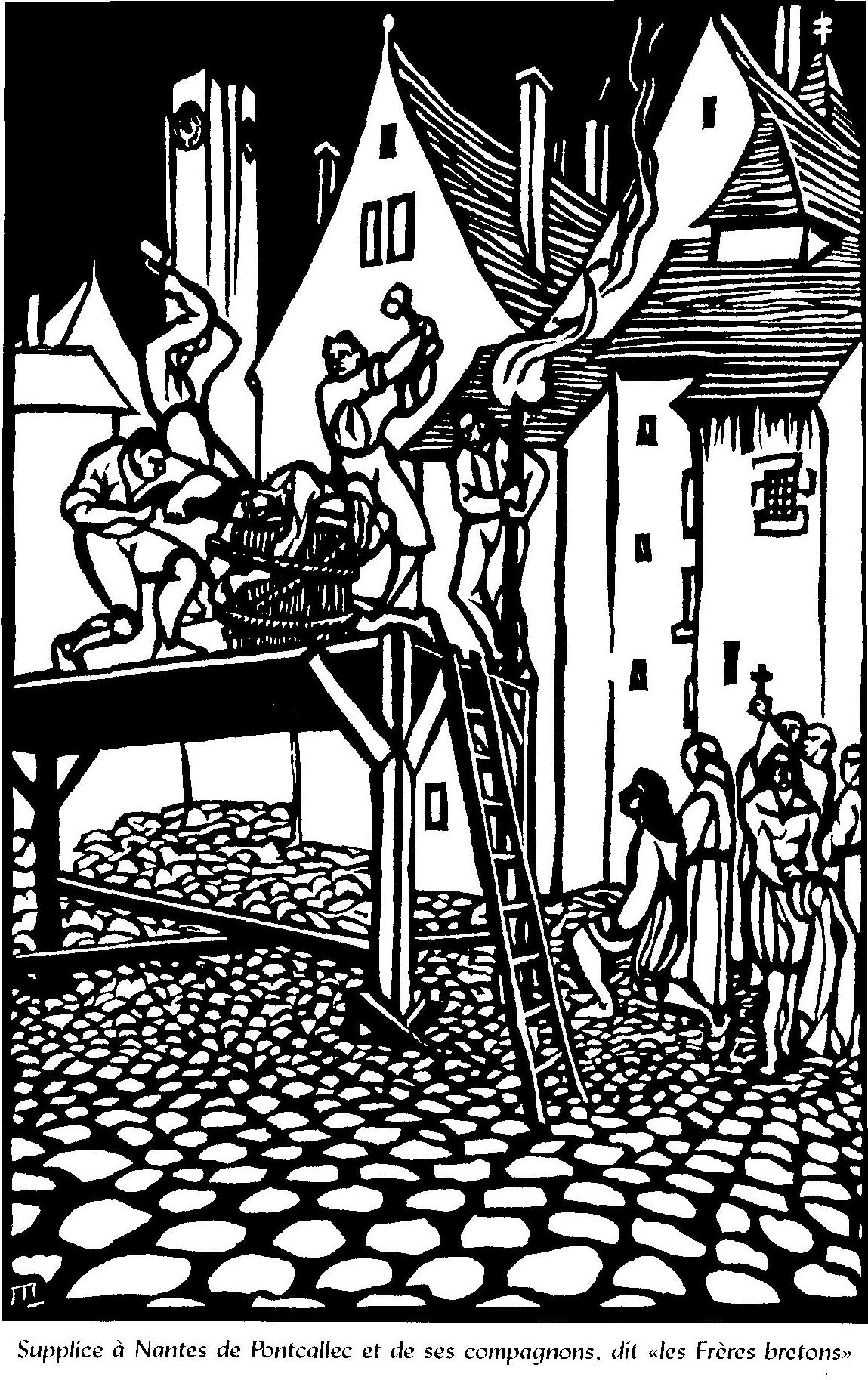
Bois gravé représentant l'exécution du marquis de Pontcallec (par Jeanne Malivel, 1923).

Une "gwerz", "Marv Pontkalleg" (reprise notamment par le groupe Tri Yann), recueillie dans la première moitié du XIXe siècle par Théodore Hersart de La Villemarqué a nourri la légende du marquis de Pontcallec. La Villemarqué a écrit un véritable panégyrique du marquis de Pontcallec, présentant cet homme jeune (41 ans lors de son exécution) comme une figure entièrement dévouée à son pays, la Bretagne, et aimée du peuple, offert en holocauste à la raison d'État ; selon cet auteur la foule pleurait et se signait lorsqu'il allait à la mort.
Barthélemy Pocquet du Haut-Jussé a dressé, dans le dernier tome de l'"Histoire de la Bretagne" d'Arthur Le Moyne de La Borderie qu'il a rédigé, un portrait beaucoup moins flatteur du marquis bas-breton, ce célibataire qui vivait avec sa sœur dans le château familial, qu'il présente comme grande gueule, fraudeur, contrebandier (ce qu'a illustré Jean-Pierre Marielle qui tient le rôle du marquis de Pontcallec dans le film  de Bertrand Tavernier "Que la fête commence"), écrivant notamment :  « Le marquis de Pontcallec [était] dur, violent avec les petits ; il était détesté de ses vassaux, et son nom a laissé dans la région un très mauvais souvenir 
». 
Selon Joël Cornette, il n'aurait été qu'un « seigneur ombrageux et fier ».
Arthur Le Moyne de La Borderie affirme à son propos : « Doué de plus de fougue que de jugement, il vivait en gentilhomme chasseur dans son grand château, dans ses vastes domaines du Pontcallec, et pratiquait une large hospitalité vis-à-vis des gentilshommes et des paysans des environs ; il passait même pour faire ou favoriser sur une grande échelle la contrebande du tabac, ce qui contribuait encore à lui donner de la popularité ».
En 2020, pour les 300 ans de sa mort, le journal Ouest-France lui consacre un article. 